# Província de Capinota

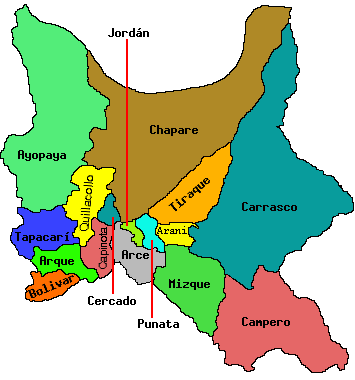
Les províncies del Departament de Cochabamba.

La província de Capinota és una de les 16 províncies del Departament de Cochabamba, a Bolívia. La seva capital és Capinota.